# علی‌اصغر اوجانی
علی‌اصغر اوجانی (زاده ۲۸ خرداد ۱۳۳۶ در تهران - درگذشته ۲۳ اردیبهشت ۱۳۸۹ در تهران) کارگردان تلویزیونی و تهیه‌کننده سینما اهل ایران بود.

## گزیدهٔ آثار

### سینما
- زمزمه بودا (۱۳۸۶)
- دبستان شوک (۱۳۷۹)
- اصحاب کهف (۱۳۷۶)
- سفر بخیر (۱۳۷۳)
- همه دختران من (۱۳۷۲)

### تلویزیون
- آشپزباشی و قبله عالم (۱۳۷۴)
- پنچری (۱۳۷۱)
- تله‌تئاتر «مرگ دستفروش» (۱۳۶۳)
- تله‌تئاتر «لومومبا» (۱۳۶۲)